# Stadskeure
De stadskeure was het handvest of de oorkonde waarmee een landsheer in de middeleeuwen stadsrechten toekende aan een nederzetting in ruil voor bijvoorbeeld militaire en politieke trouw en afdracht van een deel van de heffingen en belastingen. De inhoud van de keuren evolueerde doorheen de tijd.

## Status

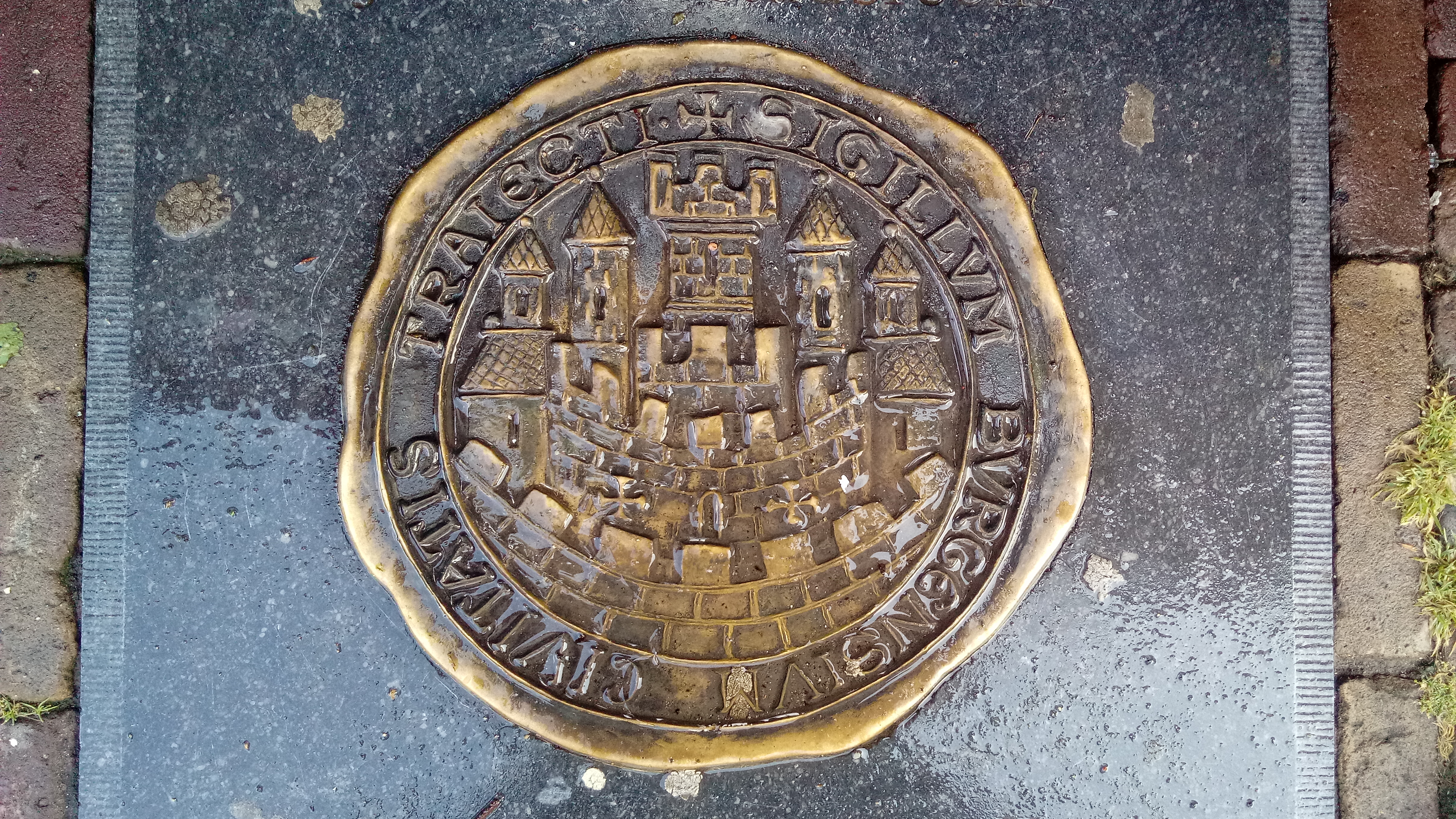
Bisschop Godebald verleende op 2 juni 1122 stadsrecht aan Utrecht

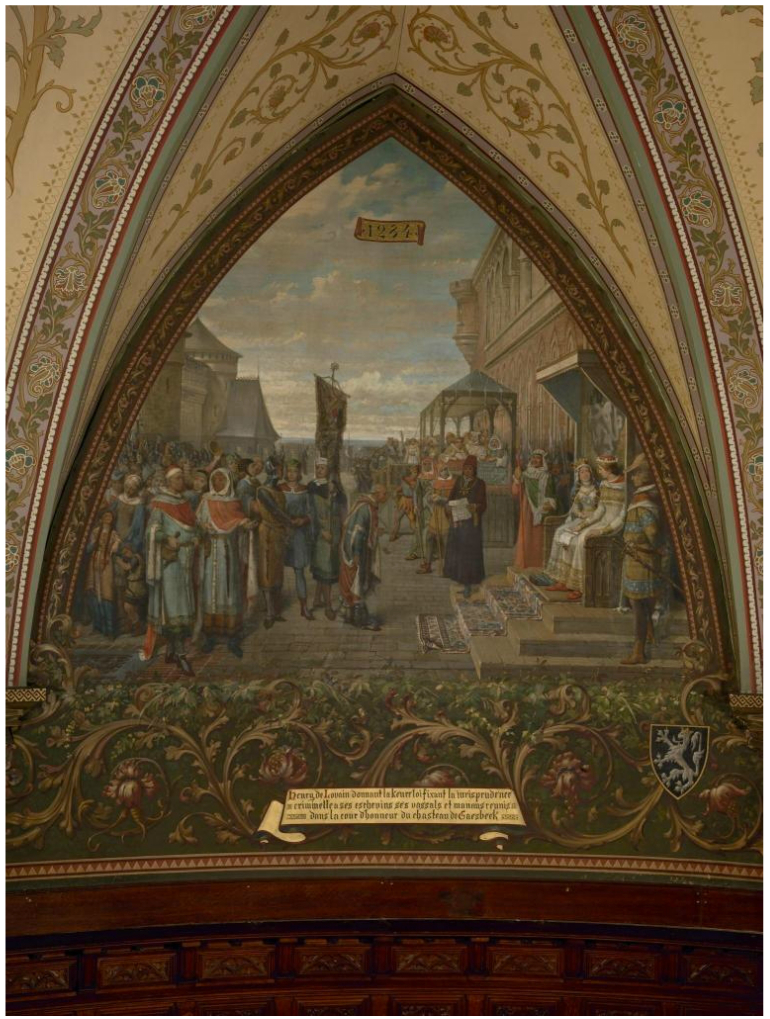
Gaasbeek ontvangt haar eerste stadsrechten - schilderij van Victor Lagye

De keure werd verleend door de landvorst, dat kon een graaf, hertog of bisschop zijn, meestal na onderhandeling met de bewoners van de betrokken plaats. Het nieuwe statuut werd dus gevraagd en de vorst hield rekening met de wensen van de bewoners. In handelsnederzettingen hadden de kooplieden soms al een onderling verbond gesloten (commune). In Italië ontstonden zelfs gezworen gemeenschappen die zich losmaakten van het landsheerlijk gezag en evolueerden tot stadstaten.

## Juridische inhoud
De inhoud van de keur of "core" varieerde, het kon gaan om onder andere tolrecht, het recht om een markt te organiseren, een stadsmuur te bouwen, eigen rechtsregels op te stellen, de bevestiging van eigendomsrechten, enz. Het stadsgebied werd zo in juridisch opzicht deels onttrokken aan het grotere geheel waarbinnen de heerlijke of feodale rechten golden en vormde dus een immuniteit of vrijheid. Behalve geografisch konden de privileges ook persoonsgebonden zijn: er werd bijvoorbeeld bepaald dat iedere persoon die gedurende een bepaalde tijd in de stad woonde, als burger of poorter werd beschouwd, aan wie bepaalde rechten toekwamen als bijvoorbeeld belastingvrijstelling, berecht te worden door gelijken, of het drijven van handel in de stad. Het resultaat was dat de stad een zekere zelfstandigheid verwierf en het landrecht er nog slechts aanvullend van toepassing was, waarbij dus het oppergezag van de vorst van kracht bleef en het nakomen van de verplichtingen tegenover hem een basisvoorwaarde vormde. Bij inbreuken werden keuren soms ingetrokken. De autonomie die voortvloeide uit het hebben van een eigen bestuur, rechtspraak en wetgeving, met de stedelijke schepenbank als motor, bevorderde de economische dynamiek en omvatte ook strafrechtelijke, fiscale en militaire aspecten.
Voor de meeste stadskeuren werd het statuut van een oudere stad tot voorbeeld genomen. Het stadsrecht, vastgelegd in de keur, werd doorgaans in de loop der tijd aangevuld met nieuwe privileges. De keure of de keuren werden bewaard op een beveiligde plek in het belfort of in het stadhuis. Zij waren de waarborg van de stedelijke vrijheid.

## Chronologie
In de Lage Landen werden de eerste stadsrechten in de elfde eeuw verleend, met Hoei als vroegst gekende voorbeeld. Belangrijk was de Grote Keure van Filips van de Elzas, die rond 1170 de zeven grote Vlaamse steden (Atrecht, Brugge, Dowaai, Gent, Ieper, Rijsel en Sint-Omaars) een uniform stadsrecht gaf gebaseerd op dat van Atrecht. Die rechten werden nadien ook aan kleinere Vlaamse steden verleend. De hertogen van Brabant namen de rechten van Leuven als voorbeeld. De graven van Holland namen dit Leuvense model over. De hertogen van Gelre namen de stadsrechten van Zutphen als voorbeeld. In de huidige provincie Gelderland was Nijmegen een uitzondering. Als rijksstad waren de stadsrechten van Aken het voorbeeld. Stadsrechten werden dus, soms met lichte wijzigingen, overgenomen van de rechten van andere steden, de zogenaamde moederstad. Wanneer in de dochterstad juridische onenigheid ontstond, ging men op "stedenvaart" of "hoofdvaart" naar de moederstad om daar uitleg van het recht te vragen. Dit geldt niet voor veel steden met stadsrecht van de Hollandse tak, dat weliswaar op dat van de Brabantse steden gebaseerd was maar geen directe verwijzing naar dat recht bevatte. Wel trof bijvoorbeeld Delft in 1259 (dus ruim na het opstellen van het stadsrecht) een regeling met Den Bosch voor de hoofdvaart.

## Luik
- 1066 Hoei
- Goede steden

## Vlaanderen
- 1122 Ariën, nu Aire-sur-la-Lys
- 1127 Sint-Omaars, nu Saint-Omer
- 1128 Brugge
- 1169 Damme
- Gent
  - 1150 Oudenaarde
  - 1180 Hulst
  - 1213 Axel
- 1127 Aardenburg
- 1240 Ronse
- 1290 Sluis
- 1068 Geraardsbergen
- 1228 Mariekerke
- 1233 Dendermonde
- 1160 Aalst
- 1240 Eeklo

## Brabant
- 1160 Leuven
  - 1192 Vilvoorde
  - 1211 Zoutleeuw
- 1196 's-Hertogenbosch
- 1200 Breda
- 1221 Antwerpen
- 1229 Stadskeure van Brussel
- 1230 Oisterwijk
- 1232 Sint Oedenrode
- 1303 Herentals

## Holland
De Hollandse steden behoorden tot de Brabantse familie. De hertogen van Brabant namen de rechten van Leuven als voorbeeld. De graven van Holland namen op hun beurt dit Brabants-Leuvense model over.
- 1245 Haarlem
  - 1246 Delft
  - 1254 Alkmaar

## Oost-Nederland
De steden in het Oosten van Nederland behoorden tot de Rijnlandse familie. In Gelderland was Nijmegen een uitzondering. Als rijksstad waren de stadsrechten van Aken het voorbeeld.

## Voetnoten
1. ↑  Cf. Vriheyt in het Middelnederlands Woordenboek (1356-IX), hoewel deze term vooral in Brabant eerder werd gebruikt voor een vrije heerlijkheid, dus een plaats tussen stad en dorp in.
2. ↑  H.P.H. Camps, Het stadsrecht van Den Bosch van het begin (1184) tot het Privilegium Trinitatis (1330), Hilversum: Uitgeverij Verloren (1995), p. 50-51